# Барт, Карл
Карл Барт (нем. Karl Barth; 10 мая 1886, Базель, Швейцария — 10 декабря 1968, Базель, Швейцария) — швейцарский  реформатский теолог, догматик, один из основателей так называемой диалектической теологии. Его «Церковная догматика» в тринадцати томах, а также, «Послание к римлянам» стали значительным событием в христианском мире XX века.
Карл Барт существенно повлиял на христианскую этику и протестантскую догматику. Раскритиковав и отойдя от либеральной теологии после Первой мировой войны, сделал небольшую революцию в христианском мире, возродил интерес к догматике и первым повлиял на формировании нового теологического мышления (диалектическая теология или неоортодоксия). Акцентировал на уникальном Откровения Бога в Иисусе Христе.
Считается одним из наиболее выдающихся теологов XX века. Лауреат премии Зигмунда Фрейда за научную прозу от Немецкой академии языка и поэзии (1968).

## Биография
Родился в Базеле в семье пастора Иоганна Фридриха Барта (1852—1912) и его супруги Анны Катарины Сарториус (1863—1938). Помимо Карла, в семье было ещё четверо детей, из которых Петер (1888—1940) также стал богословом, а Генрих (1890—1965) — философом. Его родственником был художник Теодор Барт. В 1889 году семья переехала в Берн, в университете которого Фриц Барт получил должность, и в 1895 году ординарную профессуру. В Свободной гимназии Берна будущий богослов получил начальное гуманитарное образование. В школьные годы его интересовала прежде всего история.

### «Либеральный период»
В 1900 году он основал школьный клуб, в котором выступал с речами. Познакомившись с трактовкой вопроса о существовании Бога Фомы Аквинского, учением о боговдохновлённости Библии и его критикой, решает посвятить себя богословию. По утверждению самого Барта, это решение он принял во время своей конфирмации в 1902 году. После краткосрочного обучения стрельбе, Барт был освобождён в 1905 году от военной службы по причине близорукости. Изучение богословия Барт начал в университете Берна. Там он проучился пять семестров, затем по одному семестру в университете Берлина, Тюбингена и Марбурга. Учителями Барта в Берлине были Герман Гункель по Ветхому Завету и либеральный богослов Адольф фон Гарнак по Новому, догматику читал Юлий Кафтан.
В 1908 году его назначают помощником пастора реформатской церкви Женевы, и он проповедует на том же месте, где 350 лет назад проповедовал Кальвин. В 1911 году Барт переезжает в Сафенвил, небольшой городок на границе Швейцарии и Германии, где получает свой приход.
В августе 1914 года, узнав, что почитаемый им учитель Адольф фон Гарнак стал одним из подписантов «манифеста девяносто трёх» в защиту действий Германии в начинающейся Первой мировой войне, решил, что больше не может следовать его пониманию Библии и истории.

### Неоортодоксия
Первый крупный труд Барта «Послание к Римлянам» (1918—1922) связан с идеями Кьеркегора и настойчиво подчёркивает несоизмеримость Божественного и человеческого: предмет откровения и человеческих знаний различны, а потому вера есть колеблющееся между «да» и «нет» дерзание, отважный прыжок в пустоту. Во имя такого понимания веры Барт полемизирует с либеральным протестантизмом и католическим религиозным рационализмом. Наряду с этим Барт энергично требует от церкви социальной ответственности, усматривая в этом критерий для различения «истинной» и «ложной» церкви. С 1923 года он начинает занимать должности профессора в университетах.
В молодости Барт участвовал в движении христианского социализма (в 1915 году вступил в социал-демократическую партию), а в 1933 году выступил как вдохновитель христианского сопротивления гитлеровскому режиму (в это время Барт преподавал в Германии), основал и вдохновлял т. н. Исповедническую церковь, являлся основным автором Барменской декларации. После Мюнхенского соглашения 1938 года одобрял вооружённую борьбу с фашизмом как священную. После Второй мировой войны резко критиковал политику холодной войны с позиции «третьего пути», демонстративно поддерживая отношения с теологическими кругами как ФРГ, так и ГДР.
В августе 1945 года Барт заявил, что атомные бомбардировки Хиросимы и Нагасаки фундаментально подвергли сомнению предыдущую этику войны. Критиковал использования ядерного оружия.

### После Второй мировой войны
С 1946 года Барт читал лекции в Бонне преимущественно перед вернувшимися нетеологами и военнопленными. В своей лекции «Христианское сообщество» и гражданское сообщество он описал «церковь» и «государство» как сообщества с разными основами, но связанными общими задачами. Зная, насколько опасен и под угрозой человек, христианское сообщество утверждает необходимый, временный, демократический правовой порядок для гуманизации и защиты общества: «После того, как сам Бог стал человеком, человек является мерой всех вещей». Это означает принятие и ограничение государства. монополия на применение силы через церковное право на сопротивление в случае необходимости с применением насилия. Государственная власть, включая войну, всегда должна оставаться ultima ratio. Поскольку христианское сообщество под единоличным правлением Иисуса Христа не имеет элитаризм, но имеет образцовое равное участие всех членов, не обязательно существует «родство» с демократической формой общества, но это реально. Учитывая задачи обучения демократии для общества в целом, церковь всех людей не должна снова стать оплотом национализма и авторитаризма. Христианскую партию следует отвергнуть, поскольку она лишает общество в целом возможности проводить аналогии с Царством Божьим, отделяет христиан от других христиан, противоречит идеологическому плюрализму демократии и наводит на ложное представление о том, что политика «христианская» и неоправданная. с сохранением и развитием общего блага.
В 1962 году Барт, будучи известным не только в протестантском мире, богословом и деятелем, получил приглашение от католиков приехать на Второй Ватиканский собор в качестве одного с наблюдателей от протестантов, но не смог приехать по состоянию здоровья.

В ноябре 1968 года в одном из своих последних интервью Барт сказал:
Последнее слово, которое я должен сказать как богослов и как политик, это не такой термин, как «благодать», а имя: Иисус Христос. Он благодать, и он является окончательным, вне мира и церкви, а также по теологии. Мы не можем просто «поймать» его. Но мы имеем дело с ним. То, что я пытался делать в течение своей долгой жизни, - это всё больше подчёркивать это имя и говорить: там ... Есть также стремление работать, бороться, а также стремление к сообществу, к солюдям. Есть всё, что я попробовал в своей жизни слабости и глупости. Но вот оно ...
Барт умер 10 декабря 1968 года в своем доме в Базеле. Похоронен на кладбище в Хёрнле[de].

## Теология

### Догматика
Теология Барта оценивается как неоортодоксия и оппозиция либеральному христианству, поскольку он возрождает интерес к догматике и учению о триедином Боге. Во многом такой подход обусловлен опорой на Откровение, которое превосходит как разум, так и чувство. Барт замечает, что Библия не знает человека вообще, но она знает людей, призванных через веру. Вера же является решимостью (экзистенциальным выбором в духе Кьеркегора), а не иррациональным постулатом или смутным переживанием. В противовес естественному откровению либеральных теологов, Барт настаивал на уникальности Откровения Бога через Иисуса Христа.
Доктринальная система Барта своим центром имеет учение о Боге, Который абсолютно непознаваем:
«Дело обстоит не таким образом, что на долгом пути поисков и томлений по божественному достигнуто определённое пристанище в виде христианского исповедания веры. Бог христианского исповедания, в отличие от всех богов, не найденный или изобретённый бог, наконец-то открытый человеком, это Бог, Который не является реализацией, пусть даже последней, высшей и лучшей реализацией того, что издавна искал и стремился обрести человек» (Очерк догматики, с. 57-58).

### Экзистенциализм
В вере человек встречается с такой действительностью, которую он сам по себе нигде и никогда не искал и тем более не находил. Бог отделён от человека бесконечным качественным отличием. Человек не способен сам по себе познать Бога или принять Божественное откровение. В природе нет ничего подобного Богу. Бог не вовлечён в природу и не зависит от неё. Он не познаваем с помощью разума, Его невозможно понять ни через природу, ни через культуру, ни через историю. Он всегда открывает Себя Себе и другим лишь Сам, а не вследствие наших поисков и обнаружений, наших чувств и мыслей. Именно Этот Бог в вышних повернулся к человеку, одарил Собой человека, сообщил ему о Себе. Тот, Кто зовётся Богом в Священном Писании, неисследуем, то есть Он не был открыт каким-либо человеком. Барт считает, что преувеличение значимости откровения причиняет вред, поскольку незаметно, но неизбежно разрушает Евангелие, так как подчиняет его культуре. Но если Бога с помощью рациональных средств познать невозможно, то можно ли Его вообще познать? Да, отвечает Барт, Бога можно познать в Слове Божием, в Его откровении о Себе.

### Иисус Христос
Бог явил Себя в истории однажды — в Иисусе Христе, Он явил Себя, а не просто открыл какую-то информацию о Себе, не показывая, как нужно жить. По Барту, Слово Божие существует в трёх формах: во-первых, это Сам Иисус Христос, Его жизнь, смерть и Воскресение, во-вторых, это Писание, где отражено Божественное откровение, и, в-третьих, это церковная проповедь Евангелия. Последние две формы — это условное Слово Божие, поскольку они становятся им только тогда, когда Бог использует их, чтобы явить Иисуса Христа. Барт утверждает, что Библия — это попытка человека повторить Слово Божье человеческими словами. Оно может стать вновь истинным Словом Божьим для человека, если Бог решит явить Себя через неё ему. Библия — это сообщение о том, что откровение было, но не запись того, что оно собой представляло. Это свидетельство и обещание того, что откровение снова может произойти. Бог может возобновить своё откровение и повторить то, что Он совершил в библейской ситуации. Когда это происходит, Библию можно назвать Словом Божьим.
В целом, теология Барта христоцентрична, что превращает его теологические взгляды в систему. Иисус Христос — это единственное, уникальное самооткровение Бога, Он — Слово Божье в личности. Однако понимание Бартом откровения наложило свой отпечаток на понимание человеческой природы Иисуса. Барт полностью признаёт человечность Иисуса, однако не видит в ней ничего особенного. Человеческая жизнь Иисуса не вносит большого вклада в раскрытие природы Бога. Фактически информация о Нём, которую можно получить в результате исторического исследования, способствует скорее сокрытию, чем обнаружению его Божественности.

### Неокальвинизм
Доктрина об откровении также повлияла на представления Барта о предопределении. Он полностью отвергает традиционную кальвинистскую точку зрения, согласно которой Бог предвечно определил избранных и неизбранных. Барт считает, что это заблуждение, возникшее из-за неверного понимания отношения Бога к миру, которое представлялось статичным. Воля Бога не есть неизменное решение, которая Его же и ограничивает. Бог волен изменять Свои решения, приостанавливать их исполнение, но неизменным остаётся одно: Бог постоянен в свободно выбранной любви. Бог избрал Иисуса Христа, а в Нём — сообщество, которое свидетельствует о Христе, а в сообществе — людей. Все люди избранные, однако не все живут как избранные — образ жизни зависит от их собственного выбора. И задача избранного сообщества состоит в том, чтобы объяснить последним факт избрания их Богом. Нет существенного различия между верующими и неверующими, ибо избраны все. Первые осознали, что избраны, и живут соответственно, а вторые живут так, как будто неизбраны, хотя они и избраны Богом во Христе.
Вероучение Церкви и изъяснение догматов — любимая тема для Барта, написавшего более шести миллионов слов во всех своих «догматиках». Папа Пий XII отозвался о Барте как о втором богослове после Фомы Аквинского. Барт в некоторых своих положениях особенно близок к православию:
«Бога можно познать только благодаря Самому Богу. И если мы имеем возможность говорить о чём-то в вере, то это означает: я славословлю, я благодарю за то, что Бог-Отец, Бог-Сын и Бог-Святой Дух есть то, что Он есть и что делает; за то, что Он открыл и явил мне Себя» (Очерк догматики, с. 27).
Здесь Барт сближается скорее с православным пониманием богословия (в отличие от науки теологии) как дара говорить о Боге на основании того, что Он откроет нам. Также проявляется связь с католичеством. Барт сам признался в том, что самые значительные мысли были восприняты им у схоластов. Однако свою деятельность он считал более сравнимой с творчеством Кальвина, пытаясь вернуться к представлениям периода Реформации о ключевой роли Христа и приоритете Писания.

## Центр исследований Барта
Принстонская теологическая семинария, где Барт читал лекции в 1962 году, содержит Центр исследований Барта, посвящённый поддержке научных исследований, связанных с жизнью и теологией Карла Барта. Центр Барта был основан в 1997 году и является спонсором семинаров, конференций и других мероприятий. Здесь также хранится Коллекция исследований Карла Барта, крупнейшая в мире, содержащая почти все работы Барта на английском и немецком языках, несколько первых изданий его работ и оригинальную рукописную рукопись Барта.

## Семья
В 1911 году Барт заручился с Нелли Гофман (1893—1976), на которой он женился в 1913 году. Она была талантливой скрипачкой и бросила обучение музыке, чтобы выйти замуж за Барта.
У супругов было пятеро детей: дочь Франциска, сыновья Маркус (6 октября 1915—1 июля 1994) — библеист, Кристоф (1917—1986) — теолог, Маттиас и Ганс Якоб.

## Сочинения
- Gesammelte Vorträge. — Bd. 1—3. — München, 1928—57.
- Die kirchliche Dogmatik. — Bd 1—9, Zollikon — Zürich, 1932—55.
- Theologische Existenz heute. — 9 Aufl. — Berlin, 1934.
- Mensch und Mitmensch. — Göttingen, 1955.

### Публикации на русском языке
- Барт К. Очерк догматики: Лекции, прочитанные в Университете Бонна в летний семестр 1946 года. — СПб.: Алетейя, 1997. — 271 с.
- Барт К. Послание к Римлянам. — М.: Библейско-богословский институт св. апостола Андрея, 2005. — 580 с.
- Барт К. Мгновения. — М.: Библейско-богословский институт св. апостола Андрея, 2006. — 160 с.
- Барт К. Оправдание и право. — М.: Библейско-богословский институт св. апостола Андрея, 2006. — 149 с.
- Барт К. Богословие и музыка: Три речи о Моцарте. / Ганс Урс фон Бальтазар, Карл Барт, Ганс Кюнг. — М.: Библейско-богословский институт св. апостола Андрея, 2006. — 149 с.
- Барт К. Вольфганг Амадей Моцарт. — М.: Библейско-богословский институт св. апостола Андрея, 2006. — 60 с.
- Барт К. Церковная догматика. — Т. 1. — М.: Библейско-богословский институт св. апостола Андрея, 2007. — 576 с.
- Барт К. Церковная догматика. — Т. 2. — М.: Библейско-богословский институт св. апостола Андрея, 2011.
- Барт К. Церковная догматика. — Т. 3. — М.: Библейско-богословский институт св. апостола Андрея, 2014.
- Барт К. Церковная догматика. — Т. 4. — М.: Библейско-богословский институт св. апостола Андрея, 2015.